# Lúcio Aurunculeio Cota
Lúcio Aurunculeio Cota (em latim: Lucius Aurunculeius Cotta; m. 54) foi um oficial romano no exército de Júlio César durante as Guerras Gálicas. O pouco que se sabe sobre ele está no livro V de "De Bello Gallico", a obra do próprio César sobre sua campanha na Gália. Morreu em combate durante a Revolta de Ambiórix numa das poucas derrotas das forças de César durante a guerra.

## História
César menciona Cota umas poucas vezes em sua obra. No livro II (II.11), durante a campanha Bélgica, César nomeou Cota e Quinto Pédio para comandar a cavalaria romana. Mais adiante (IV.22), César deixou Cota e Sabino no comando das legiões na Gália entre menápios e morínios com a missão de sufocar qualquer revolta enquanto ele estava na sua primeira invasão da Britânia (55 a.C.). Depois de sua volta (IV.38), César conta que Tito Labieno foi enviado para pacificar os morínios enquanto Cota e Sabino voltavam de uma campanha depois de devastar o território dos menápios, que fugiram para as florestas mais densas no interior de seu território. 
Em 54 a.C., quando César retornou de sua segunda invasão da Britânia, a situação alimentar na Gália estava crítica, o que o obrigou a distribuir suas oito legiões num espaço geográfico maior para que as tribos locais conseguissem sustentá-las durante o inverno. À Legio VIII, que havia sido recém-alistada na Gália Cisalpina, ele acrescentou ainda mais cinco coortes. No comando desta legião, ele colocou Quinto Titúrio Sabino e Cota, dois de seus legados.
No inverno de 54-53 a.C., cercados por uma força de eburões e tréveros, os dois legados foram mortos durante a Revolta de Ambiórix. César conta (V.52) como ele soube da morte de seus legados pelo relato de prisioneiros capturados pela guarnição de Quinto Túlio Cícero, outro de seus legados que também estava cercado pelas forças de Ambiórix e Catuvolco. Ele próprio cita (VI.32) que o nome do forte onde ocorreu o desastre era "Aduatuca".
A revolta de Ambiórix só foi encerrada depois da intervenção do próprio César e seus generais.